# Cubocephalus maurus
Cubocephalus maurus är en stekelart som först beskrevs av Cresson 1879.  Cubocephalus maurus ingår i släktet Cubocephalus och familjen brokparasitsteklar. Inga underarter finns listade i Catalogue of Life.